# Renate-Charlotte Rabbethge

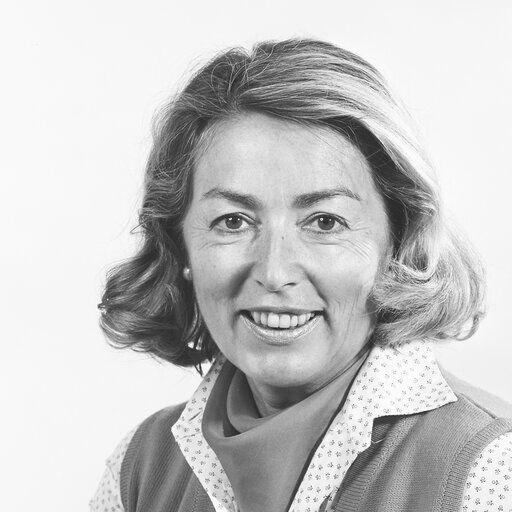
Renate-Charlotte Rabbethge

Renate-Charlotte Rabbethge (* 14. Oktober 1930 in Göttingen als Renate-Charlotte Hahn; † 18. Oktober 2021) war eine deutsche Politikerin (CDU) und Abgeordnete des Europäischen Parlamentes.

## Leben
Nach dem Abitur absolvierte sie eine Ausbildung und arbeitete anschließend im Bereich der Auslandskorrespondenz von Unternehmen. Ab 1955 war sie einige Jahre in Südafrika in der Landwirtschaft tätig.
Sie war von 1955 bis zu dessen Tod 2018 mit dem Agrar-Unternehmer Matthias Rabbethge, Ur-Enkel des Zuckerfabrikanten Matthias Christian Rabbethge, verheiratet, der jahrzehntelang kommunalpolitisch für die CDU aktiv war. Sie lebte in Einbeck und im Engadin.

## Politik
Rabbethge trat 1973 der CDU bei. Sie engagierte sich in der Europäischen Frauen Union und war hier von 1978 bis 1988 Präsidentin der Agrarkommission. Von 1990 bis 2006 stand sie der Paneuropa-Union Niedersachsen vor und war ab 1995 Stellvertretende Bundesvorsitzende.
Bei der ersten Direktwahl des Europäischen Parlaments 1979 wurde Rabbethge über die niedersächsische Landesliste gewählt. Im Parlament gehörte sie der EVP-Fraktion an und war Mitglied des Ausschusses für Entwicklung und Zusammenarbeit. 1984 konnte sie ihr Mandat verteidigen, nach der Europawahl 1989 schied sie aus dem Parlament aus.

## Auszeichnungen
- Bundesverdienstkreuz 1. Klasse (1990)
- Sonderstufe der Paneuropa-Verdienstmedaille (2013)[7]